# Yamaha SZR 660
Die SZR 660 ist ein Motorradmodell des japanischen Motorradherstellers Yamaha, das 1995 vorgestellt und 1996 und 1997 vom italienischen Yamaha-Importeur Belgarda gebaut wurde. Der Produktionsjahrgang 1995 wurde in Blau und Orange ausgeliefert, 1997 wechselten die Farben auf Rot und Schwarz (1997).
Das Motorrad wurde nicht unter dem eigentlichen Namen des Herstellers Belgarda, sondern als „offizielle“ Yamaha SZR 660 angeboten, obwohl fast alle Fahrzeugteile aus europäischer Fertigung stammen:
- Felgen und Bremsanlage von Brembo
- Schalldämpfer von Lafranconi
- Gabel von Paioli
- Tank von Acerbis
- Federbein von Sachs-Boge
- Instrumente von CEV

Der Hauptrahmen aus Aluminium ist leicht modifiziert und stammt ursprünglich von einer Yamaha TZR 250 3 MA. Außerdem sind einige Teile wie der Hauptrahmen, bis auf zwei Unterzüge zur Motorhalterung sowie die Bananen-Schwinge und die Bremsanlage gleich mit denen der Yamaha TZR125RR, die auch vom italienischen Importeur Belgarda gebaut wurde.
Die SZR fährt mit dem bewährten 660-cm³-Motor der Yamaha XTZ 660, allerdings mit anders abgestimmten Vergasern. Die Motorleistung beträgt 48 PS, das Drehmoment 54 Nm, das Leergewicht 159 kg.
Ihr Potenzial ist auch auf Supermono-Rennen zu erkennen, wo durch Modifikationen die Leistung auf etwa 78 PS ausgeschöpft wurde. Sie stellte neben der MZ Skorpion, die seit 1994 (und seit 1997 nach wie vor auch im Rahmen des MZ-Cups) den gleichen Motor verwendete, den letzten Straßensupersportler mit Einzylindermotor aus Serienproduktion dar. 
Die SZR brilliert durch ihr gutes Fahrwerk und das sich daraus ergebende leichte Handling. Der Fahrspaß wird nur durch eine schwächelnde Vorderradbremse, einen aufsetzenden Auspuff (rechts) und eine aufsetzende Ölleitungsschraube (links) begrenzt. Die technischen Schwächen sind der anfällige Zweistufenvergaser von Teikei und die Elektrik.
Es wurden ca. 2000 Exemplare gebaut, zurzeit sind noch 139 in Deutschland zugelassen.
Tests in Motorradzeitschriften
- MOTORRAD 15-1995,
- MOTORRAD 17-1995,
- MOTORRAD 25-1995,
- MOTORRAD 18-1996,
- Motorradfahrer 05-1995,
- Motorradfahrer 08-1995,
- PS 02-1996.